# 造神
造神是1908年—1910年在俄国马克思主义发展过程中出现的一种伦理哲学思潮。它由左翼作家们推动，主张根据社会主义与基督教世界观的相似性，将马克思主义与宗教思想相结合。其支持者被称为“造神派”，他们并不“寻找”作为某种超自然存在的上帝，而是试图通过集体的力量“构造”上帝。后来，“造神”运动被视为在宗教背景下对马克思主义哲学的早期诠释。俄国社会民主工党中的“造神派”的代表人物包括：阿纳托利·卢那察尔斯基、弗拉基米尔·巴扎罗夫、马克西姆·高尔基和亚历山大·波格丹诺夫等。